# Evippa sohani
Evippa sohani Tikader & Malhotra, 1980 è un ragno appartenente alla famiglia Lycosidae.

## Caratteristiche
Il prosoma è più lungo che largo, strozzato anteriormente. La pars cephalica presenta un'improvvisa elevazione. Somiglia ad E. rubiginosa Simon, 1885, ma ne differisce per due peculiarità: 
1. epigino di struttura differente.
2. lo sterno ha una colorazione uniforme marrone chiaro, mentre in E. rubiginosa il colore è molto più chiaro, pallido[1]..

Le femmine hanno il bodylenght (prosoma + opistosoma) di 6,50 millimetri (3,0 + 3,2).

## Distribuzione
La specie è stata reperita nell'India centrale: sono stati rinvenuti esemplari nell'area cantonale di Ahmednagar, nel distretto omonimo, appartenente allo stato del Maharashtra.

## Tassonomia
Al 2017 non sono note sottospecie e dal 1980 non sono stati esaminati nuovi esemplari.